# Aphrodisium albardae
Aphrodisium albardae là một loài bọ cánh cứng trong họ Cerambycidae.